# Francesco Lollobrigida
Francesco Lollobrigida, född 21 mars 1972 i Tivoli, är en italiensk politiker (Italiens bröder). Han är ledamot av Italiens deputeradekammare sedan 2018 och Italiens jordbruksminister sedan 2022.
Lollobrigida hör till den närmaste kretsen av Giorgia Meloni och är gift med hennes syster Arianna.
Francesco Lollobrigida härstammar från samma släkt som filmstjärnan Gina Lollobrigida. Hans fars farfar var bror till Gina Lollobrigidas farfar.